# Mario Haas
Mario Haas (Graz, 16 september 1974) is een Oostenrijks voetballer, die als aanvaller speelt. Hij maakte zijn debuut voor het Oostenrijks voetbalelftal op woensdag 27 maart 1996 in de vriendschappelijke interland tegen Zwitserland. Hij trad in dat duel na 58 minuten aan als vervanger van Christian Stumpf. Haas speelde in totaal 43 interlands (zeven doelpunten) voor zijn vaderland in de periode 1996-2007.

## Erelijst
SK Sturm Graz
- Oostenrijks landskampioen

1998, 1999, 2011
- Beker van Oostenrijk

1996, 1997, 1999, 2010